# 锦泰站
锦泰站是台州市域铁路S1线的一个车站，位于中华人民共和国浙江省台州市路桥区路北街道海城路与商海北街交叉口。该站于2022年12月28日启用。

## 车站结构
本站为高架三层侧式车站，总建筑面积约14543平方米，主体长140米。

### 车站楼层
| 地上三层 | 侧式站台 | 侧式站台                                 | 侧式站台 | 侧式站台 |
|          | 一站台   | S1线 城南方向（下站：恩泽医院）          |          |          |
|          | 二站台   | S1线 台州火车站方向（下站：汇丰路）      |          |          |
|          | 侧式站台 |                                          |          |          |
| 地上二层 | 站厅     | 售票机、客服中心、商店、警务室、安检设施 |          |          |
| 地面     | 地面层   | 出入口、失物存放处                       |          |          |

### 站台
本站设有两个侧式站台，位于海城路北侧的上空。

## 接驳交通
- 公交站点：锦泰站（临近A口）、锦泰苑东（临近A口）
- 公交线路：363路（居然之家-方特）[註 1]、905路（路桥短途南站-公交客运总站）[註 2][4]

## 历史
本站在规划和施工阶段名为商海北街站。2022年6月29日，本站由“商海北街站”更名为“锦泰站”。

## 大事记
- 2019年12月17日，本站193根桩基全部完成施工[3]。
- 2020年5月17日，本站消防水池防水施工全部完成[6]。
- 2020年5月28日，本站最后6个承台同时浇筑完成[7]。
- 2020年6月8日，本站塔吊安装顺利完成[8]。
- 2020年6月11日，本站梁、板及轨道梁施工方案通过专家论证[9]。
- 2020年6月23日，本站12/A-D一层框架柱混凝土开始浇筑[10]。
- 2020年7月15日，本站零层梁板柱同步浇筑完成[11]。
- 2020年8月24日，本站首件梁、板、柱混凝体顺利浇筑[12]。
- 2020年11月21日，本站首榀轨道梁混凝土完成浇筑[13]。
- 2020年12月8日，本站最后一榀轨道梁混凝土完成浇筑[14]。
- 2023年3月23日，本站开展乘客意外伤亡应急演练[15]。